# Caperonia regnellii
Caperonia regnellii är en törelväxtart som beskrevs av Johannes Müller Argoviensis. Caperonia regnellii ingår i släktet Caperonia och familjen törelväxter. Inga underarter finns listade i Catalogue of Life.